# 宇文洛
宇文洛（？—？），字永洛，一作水洛，代郡武川镇（今内蒙古自治区呼和浩特市武川县）人，北周大将军、宗师、虞靖公宇文兴之子，周静帝宇文阐的堂叔祖父。

## 生平
宇文洛虚龄九岁的时候，被册封为虞国公世子。天和四年（569年），周武帝宇文邕诏令宇文洛继承宇文兴的虞国公爵位。建德初年，宇文洛拜使持节、车骑大将军、仪同三司。开皇元年（581年）五月，周静帝宇文阐被毒死，隋文帝杨坚以宇文洛袭爵为介国公，为隋朝的宾客。